# فورد بوما
فورد بوما (بالإنجليزية: Ford Puma)‏هي سيارة رياضية تم إنتاجها من قبل شركة فورد .